# Afgeknotte kubus
Een afgeknotte hexaëder of afgeknotte kubus is een archimedisch lichaam met 14 vlakken waarvan 8 driehoekig en 6 achthoekig, 24 hoekpunten en 36 ribben. De figuur ontstaat als bij een kubus de hoeken zodanig worden afgeknot dat de lengte van alle ribben van de figuur gelijk zijn.
Er is met de afgeknotte hexaëder en het regelmatige achtvlak een volledige ruimtevulling mogelijk.
De oppervlakte A en inhoud V van een afgeknotte hexaëder waarbij r de lengte van een ribbe is, worden gegeven door:
{\displaystyle A=2(6+6{\sqrt {2}}+{\sqrt {3}})~r^{2}\approx 32,4347~r^{2}}
{\displaystyle V={\frac {1}{3}}(21+14{\sqrt {2}})~r^{3}\approx 13,5996~r^{3}}